# По дорозі з хмарами
«По дорозі с хмарами» — радянський мальований мультиплікаційний фільм, створений за мотивами казки Олександра Костинського.

## Сюжет
Тигреня незадоволене похмурим днем: небо вкрите хмарами і сонця не видно. Безжурна Мавпа кличе його на прогулянку. Дорогою вони зустрічають друзів: Крота та Слона, які вирушають гуляти разом із ними. Далі вони приходять до водоймища, звідки виходять Бегемот, Крокодил і Черепаха і теж вирушають із ними на прогулянку. Мавпа співає пісні, а друзі їх підхоплюють. Прогулянка триває цілий день, і навіть у Тигреня змінюється настрій.

## Творці
- Автор сценарію Олександр Костинський
- Режисер Юрій Бутирін
- Художник-постановник Олександр Єлізаров
- Оператор Ігор Шкамарда
- Композитор Володимир Бистряков
- Звукооператор Віталій Азаровський
- Пісні на вірші: Тетяна Макарова, Наума Олева
- Художники-мультиплікатори: Борис Тузанович, Михайло Першин, Іван Самохін
- Художники: Галина Чернікова, Н. Кудрявцева, Олена Строганова
- Ролі озвучували: Зінаїда Наришкіна - Мавпа,

Зоя Пильнова - Тигреня,
Рогволд Суховерко - Слон (не вказано в титрах)
- Монтажер Любов Георгієва
- Редактор Тетяна Бородіна
- Директор картини Лідія Варенцова